# 31-ша фольксгренадерська дивізія (Третій Рейх)
31-ша фольксгренадерська дивізія (Третій Рейх) (нім. 31. Volksgrenadier-Division) — піхотна дивізія народного ополчення (фольксгренадери), що входила до складу вермахту на завершальному етапі Другої світової війни. Дивізія сформована у жовтні 1944 року на території Латвії шляхом переформування 31-ї гренадерської дивізії й билася на Східному фронті до капітуляції наприкінці війни.

## Історія
31-ша фольксгренадерська дивізія сформована 9 жовтня 1944 року на території окупованої Латвії шляхом переформування 31-ї гренадерської дивізії з доданням окремих підрозділів 550-ї гренадерської дивізії. З жовтня вела бої західніше Ризі за утримання німецького плацдарму на півночі Латвійської РСР, так званого «Курляндського котла». На початку 1945 року евакуйована морем до Східної Пруссії, увійшла до складу XXVII армійського корпусу генерала артилерії Максиміліана Фельцманна, що бився на підступах до Кенігсберга. Вела бої за місто Торн, після захоплення Червоною армією мостів через річку, проривалася на захід. Урешті-решт частини дивізії опинилися заблокованими на Гельському півострові, піщаній косі, що відокремлює Пуцьку затоку від Балтійського моря. Капітулювала на початку травня 1945 року.

## Райони бойових дій
- Східний фронт (Курляндський котел) (жовтень 1944 — січень 1945);
- Німеччина (Східна Пруссія) (січень — квітень 1945).

## Командування

### Командири
- генерал-майор Ганс-Йоахім фон Штольцманн (нім. Hans-Joachim von Stolzmann) (9 жовтня 1944 — січень 1945);
- оберст Волькевіц (нім. Wolkewitz) (січень — 13 березня 1945);
- оберст Генріх Куберг (нім. Heinrich Kuhberg) (13 березня — квітень 1945);
- оберст Антон Манольд (нім. Anton Manold) (13 березня — квітень 1945).

### Підпорядкованість
| Час      | Корпус                       | Армія                  | Група армій (округ)  | Штаб      |
| -------- | ---------------------------- | ---------------------- | -------------------- | --------- |
| 1944     |                              |                        |                      |           |
| 9 жовтня | формування                   | 16-та армія            | Група армій «Північ» | Курляндія |
| листопад | II ак                        | 18-та армія            | Група армій «Північ» | Курляндія |
| 1945     |                              |                        |                      |           |
| січень   | II ак                        | 18-та армія            | Група армій «Північ» | Курляндія |
| лютий    | XXVII ак                     | 2-га армія             | Група армій «Вісла»  | Торн      |
| квітень  | корпусне командування «Гела» | Армія «Східна Пруссія» |                      | Гела      |

## Склад
| 1944                              |
| --------------------------------- |
| 12-й гренадерський полк           |
| 17-й гренадерський полк           |
| 82-й гренадерський полк           |
| 31-й артилерійський полк          |
| 31-ша фузілерна рота              |
| 31-й загін штурмових гармат       |
| 31-ша зенітна батарея             |
| 31-й батальйон організації Тодта; |

## Нагороджені дивізії
Нагороджені дивізії
|  | Кавалери Нагрудного знаку ближнього бою в золоті                                                           | 4                                |
|  | Кавалери Золотого Німецького Хреста                                                                        | 22                               |
|  | Кавалери Лицарського хреста Залізного хреста                                                               | 11 у тому числі один неофіційний |
|  | Кавалери Почесної відзнаки Сухопутних військ «Почесна застібка на орденську стрічку для Сухопутних військ» | 15                               |

- Нагороджені Сертифікатом Пошани Головнокомандувача Сухопутних військ (1)